# Stadio velodromo Nino Borsari
Lo stadio velodromo Nino Borsari è un impianto sportivo situato a Cavezzo, in provincia di Modena.
La struttura è dedicata a Nino Borsari, ciclista nato a Villa Motta che alle olimpiadi di Los Angeles del 1932 conquistò il record olimpico e la medaglia d'oro nell'inseguimento a squadre. 
È l'unico velodromo attivo in provincia di Modena.

## Storia

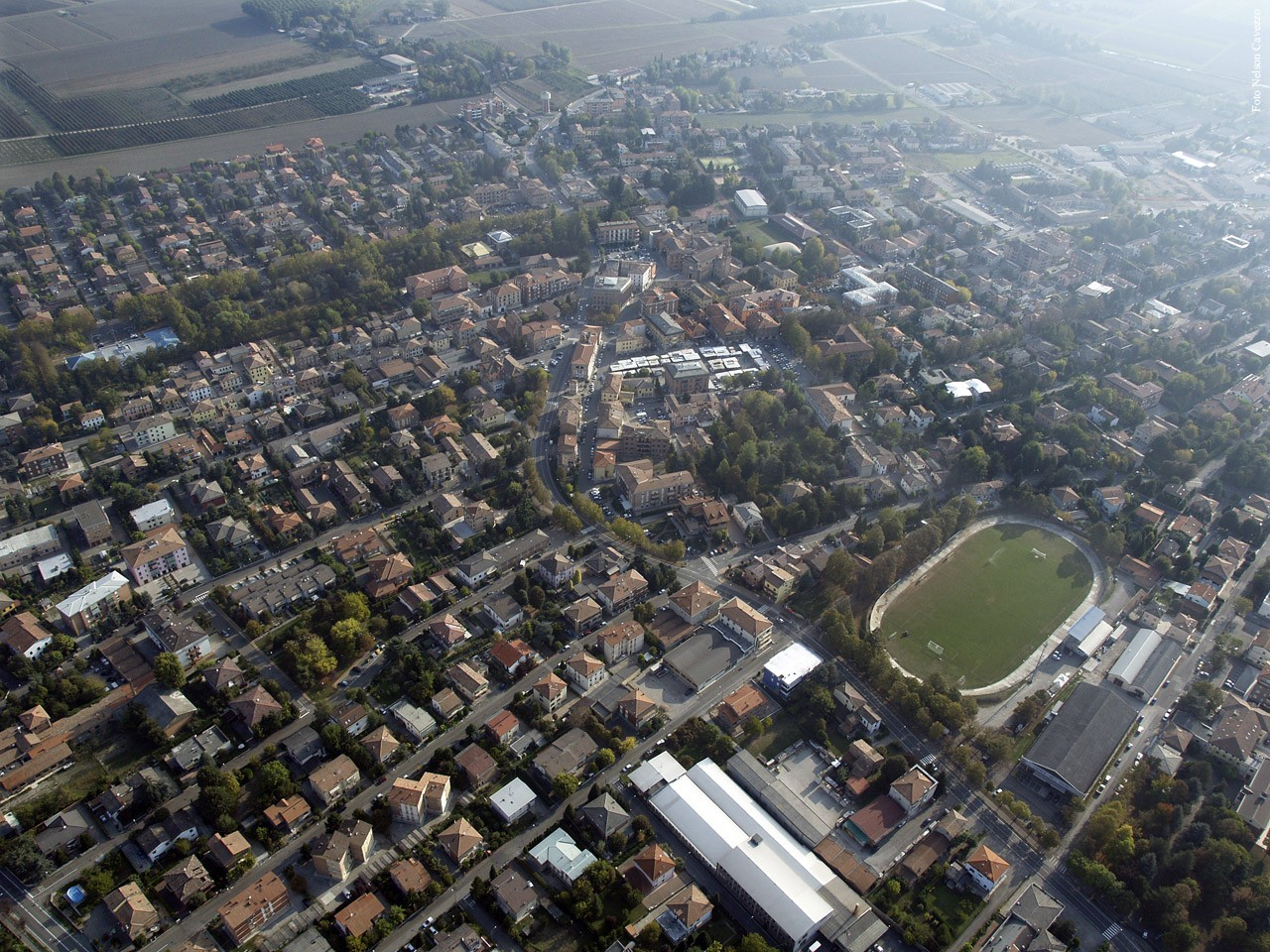
Lo stadio velodromo dall'alto

### Campo da calcio
Negli anni 1930-1931 venne creato il "Campo Sportivo del Littorio".
Nel corso degli anni il campo sportivo è stato utilizzato come spazio di ritrovo, arenile della colonia elioterapica, mostre bovine, luogo per l'essiccazione del granturco, feste, concerti, balli, cinema estivo e altri eventi culturali e folkloristici.

### Velodromo

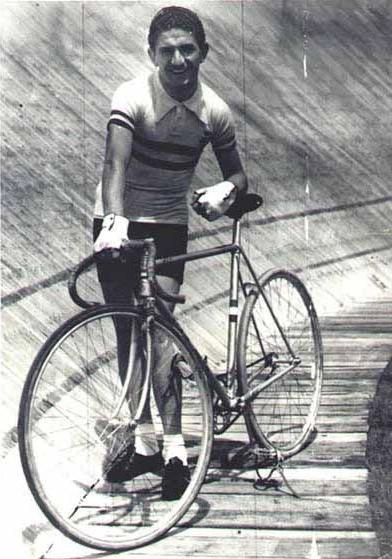
Nino Borsari nel 1932

Ritornato dalle olimpiadi del 1932 a Los Angeles con la medaglia d'oro, Nino Borsari venne portato in trionfo dai concittadini di Cavezzo, che decisero di costruirgli un velodromo in terra battuta per potersi allenare comodamente.
L'anello in terra battuta, con una lunghezza di corda interna di 376,8 metri e curve con pendenza di 40°, venne costruito da un gruppo di volontari su un terreno dell'amministrazione comunale e terminato alla fine del 1933. L'inaugurazione ufficiale avvenne il 29 aprile 1934 alla presenza di molti campioni. Allo scoppio della seconda guerra mondiale, Nino Borsari rimase bloccato in Australia dove stava compiendo un tour ciclistico: decise di rimanere in tale paese anche dopo la fine del conflitto, divenendo un punto di riferimento della comunità degli immigrati italiani.
Al fine di rispettare le moderne esigenze, la pista venne ricostruita in cemento nel 1949.

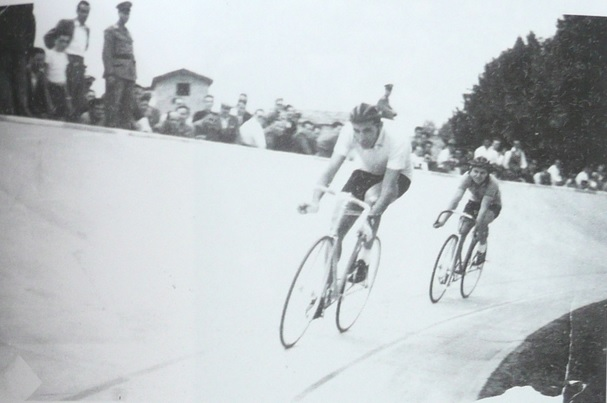
Fausto Coppi al velodromo di Cavezzo (12 luglio 1953)

Nel secondo dopoguerra vennero organizzate numerose gare e riunioni ciclistiche, con la presenza di grandi campioni del ciclismo italiano ed internazionale:
- il 18 luglio 1948 parteciparono alla gara Fausto e Serse Coppi, Fiorenzo Magni (vincitore del Giro d'Italia 1948), Alfredo Martini e Nino Borsari, alla presenza di un vastissimo pubblico proveniente da tutta Italia;
- il 23 aprile 1950 parteciparono Loatti, Leoni, Maspes, Van Steembergen e Gino Bartali;
- il 12 luglio 1953 parteciparono Petrucci, Pezzi e Fausto Coppi;
- il 29 luglio 1956 parteciparono Nencini, Faggin, Bianchetto, Beghetto e Gaiardoni.

Dalla fine degli anni 1950 vi fu una generale calo d'interesse per il ciclismo che, unitamente alla mancanza di un'associazione ciclistica a Cavezzo, portò al progressivo abbandono del velodromo.
Il 12-13 maggio 1973 Morgan Baccarani e Geo Truzzi stabilirono il primato del mondo delle 24 ore su tandem, percorrendo la pista di Cavezzo per 1787 giri per un totale di 682 km (media 28,333 km/h).
Il 28 settembre 1975 lo stadio comunale di Cavezzo venne ufficialmente intitolato a Nino Borsari, che per l'occasione ritornò dall'Australia nella sua città natale per partecipare alla cerimonia (a cui assistettero circa 13.000 persone), dove portò con sé il vicecampione olimpico australiano John Nicholson. Nino Borsari ritornò a Cavezzo per l'ultima volta nel 1983.
Nel 1995 il velodromo è stato ristrutturato su iniziativa del locale gruppo sportivo Pedale Cavezzo, con il contributo dell'amministrazione comunale.